# Мексінень (комуна)
Мексінень, Мексінені (рум. Măxineni) — комуна у повіті Бреїла в Румунії. До складу комуни входять такі села (дані про населення за 2002 рік):
- Войнешть (110 осіб)
- Корбу-Векі (347 осіб)
- Корбу-Ноу (1011 осіб)
- Латіну (711 осіб)
- Мексінень (1585 осіб)

Комуна розташована на відстані 162 км на північний схід від Бухареста, 29 км на північний захід від Бреїли, 30 км на захід від Галаца.

## Населення
За даними перепису населення 2002 року у комуні проживали 3764 особи.
Національний склад населення комуни:
| Національність   | Кількість осіб | Відсоток |
| ---------------- | -------------- | -------- |
| румуни           | 3731           | 99,1%    |
| цигани           | 30             | 0,8%     |
| угорці           | 1              | < 0,1%   |
| росіяни-липовани | 1              | < 0,1%   |
| греки            | 1              | < 0,1%   |

Рідною мовою назвали:
| Мова      | Кількість осіб | Відсоток |
| --------- | -------------- | -------- |
| румунська | 3732           | 99,1%    |
| циганська | 30             | 0,8%     |
| російська | 1              | < 0,1%   |

Склад населення комуни за віросповіданням:
| Релігія        | Кількість осіб | Відсоток |
| -------------- | -------------- | -------- |
| православні    | 3735           | 99,2%    |
| п'ятдесятники  | 15             | 0,4%     |
| адвентисти     | 12             | 0,3%     |
| реформати      | 1              | < 0,1%   |
| греко-католики | 1              | < 0,1%   |